# Winstdrainage
Met winstdrainage wordt het creëren van een financieringsbehoefte in concernverband bedoeld, waardoor voor de wet op de vennootschapsbelasting 1969 een fiscaal voordeel wordt beoogd. In de wet is sinds 1997 in artikel 10a Wet VPB 1969 een antimisbruikbepaling opgenomen waardoor de rente in bepaalde situaties niet aftrekbaar is. De regeling heeft alleen werking in situaties waarbij leningen worden verstrekt aan of door groepsbedrijven die zijn gevestigd in landen met een zeer gunstig belastingregime.
In de wet zijn de volgende situaties benoemd waarbij binnen groepsverband een lening is verstrekt voor:
- het doen van een winstuitkering (dividend)
- het storten van kapitaal
- het kopen van een aandelenbelang in een lichaam, dat daarna een verbonden lichaam is

In deze situaties wordt ervan uitgegaan dat de lening is verstrekt op basis van fiscale motieven. De onderneming kan daarbij alsnog de rente aftrekken als hij aannemelijk maakt dat de lening op zakelijke overwegingen is gebaseerd.

## Voorbeeld
Er zijn diverse varianten van structuren waartegen de antimisbruikbepaling bedoeld is. Een van de varianten is deze: Moeder NL BV heeft 100% belang in Dochter BV en Zoon BV. Dochter BV is gevestigd in een land waar geen winstbelasting wordt betaald. Moeder BV en Zoon BV zijn gevestigd in Nederland. Zoon NL leent € 100 van Dochter BV om dividend aan Moeder BV uit te kunnen keren. Hierdoor zou een fiscaal voordeel ontstaan (rentelast in Nederland is aftrekbaar, rentebaten in buitenland niet belast). In dit geval is door de antimisbruikbepaling de rente bij Zoon NL BV niet aftrekbaar.